# Экономика Сан-Томе и Принсипи
Экономика Сан-Томе и Принсипи, традиционно зависимая от добычи какао, в последнее время переживает существенные перемены, связанные с инвестициями в разработку месторождений нефти в водах Гвинейского залива. В 2003 году правительство страны подписало соглашение, согласно которому в данной местности образована зона совместной разработки, 40 % от доходов которой поступает в государственную казну.

## История
Под колониальным правлением португальцев, в колонии Сан-Томе и Принсипи были устроены сахарные плантации, а сами острова использовались для трансатлантической торговли рабами.

## Запасы нефти
В зоне Гвинейского залива геологи предполагают наличие более 10 миллиардов баррелей (1,6 км³) нефти, хотя запасы пока не доказаны. Совместный нефтяной проект с Нигерией в 2005 году, вероятно, принесет 50 миллионов долларов правительству за счет сборов за подписание лицензии на разведку. Данная сумма в четыре раза превышает доходы правительства за 2004 год. Сан-Томе надеется, что вместе с получением лицензии на добычу удастся открыть значительные запасы нефти.
В 2006 году первые испытания в глубоководном районе нашли нефть, однако не в коммерчески перспективных количествах.

## Сельское хозяйство
С начала 19 века экономика страны была основа на сельском хозяйстве плантационного типа. К моменту обретения независимости, 90 % обрабатываемой земли было занято плантациями португальцев. Затем контроль за ними перешел к ряду государственных агрохолдингов. Основной с/х культурой на Сан-Томе является какао, составляющее около 95 % всего экспорта. К другим экспортным культурам относятся пальмовые орехи, копра и кофе.